# Tubificoides pulvereus
Tubificoides pulvereus är en ringmaskart som beskrevs av Erséus och Davis 1989. Tubificoides pulvereus ingår i släktet Tubificoides och familjen glattmaskar. Inga underarter finns listade i Catalogue of Life.